# Tuts Washington

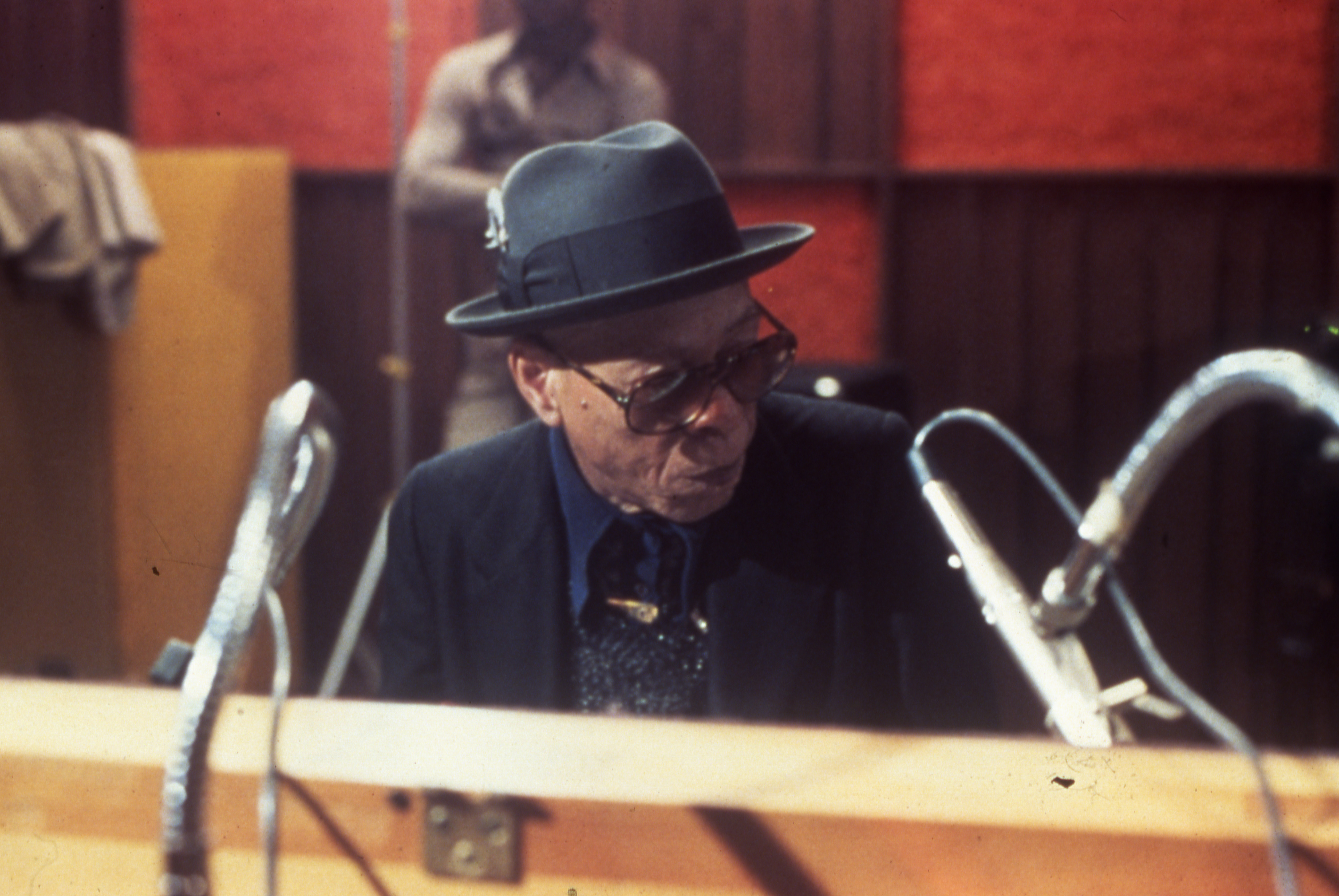
Tuts Washington

Tuts Washington (* 24. Januar 1907 in New Orleans, Louisiana; † 5. August 1984 ebenda), eigentlich Isidore Washington, auch bekannt als Papa Yellow, war ein US-amerikanischer Blues-Pianist. Er beeinflusste viele nachfolgende Größen des Blues wie Professor Longhair, Allen Toussaint und Fats Domino.
Mit 10 Jahren brachte er sich das Klavierspielen selbst bei. Sein Vorbild war Joseph Louis „Red“ Cayou. Er galt als Wunderkind, das gehörte Melodien direkt verarbeiten konnte. Als Teenager spielte er bei den angesagten Dixieland-Bands seiner Heimatstadt.
Am bekanntesten wurde Washington mit seinem Partner Smiley Lewis (Gitarre und Gesang), mit dem er in den späten 1940er-Jahren zusammen auftrat und Aufnahmen machte. Zu ihren Erfolgsstücken gehören Tee-Nah-Nah, The Bells Are Ringing und Dirty People.
1950 zog Washington nach St. Louis, wo er im Tab Smith Orchestra spielte. Ende des Jahrzehnts kehrte er nach New Orleans zurück und spielte im Clyde Kerr Orchestra. Sein Stil wurde mit der Zeit kommerzieller und Pop-orientierter. Dennoch nahm  er erst 1983 im Alter von 76 Jahren sein erstes Soloalbum New Orleans Piano Professor auf.
Nur ein Jahr danach starb Tuts Washington während eines Auftritts auf der Weltausstellung in New Orleans.